# Relique vivante (Tourgueniev)
Relique vivante est une nouvelle d'Ivan Tourgueniev parue dans l’édition des œuvres de 1874. Elle fait partie du recueil Mémoires d'un chasseur.

## Résumé
Le narrateur est parti chasser avec Iermolaï dans le district de Béliov. Il pleut sans cesse, aussi décident-ils d'aller passer la nuit dans une ferme appartenant à la mère du chasseur.
Le lendemain, la journée est magnifique. Avant de partir, il fait le tour du propriétaire et est interpelé dans une cabane par un vieille femme, une momie à l’aspect desséché, Loukéria, serve de sa mère dont lui, Pierre Pétrovitch, était amoureux à seize ans.
Elle lui raconte qu'il lui est arrivé un accident il y a sept ans.  Depuis, elle ne peut plus marcher, elle a la peau dure, elle ne mange presque rien, vit couchée et souffre le martyre. Les docteurs n’ont rien trouvé, ne s'expliquent pas son mal. Ne pouvant plus servir, elle a été placée dans la remise de cette ferme quasi abandonnée. Elle ne se plaint pas de son sort, elle écoute ce qui se passe autour : tel bruit d'insecte, telle odeur de fleur, telle visite d'un oiseau. Elle s'oblige à ne pas penser. Elle se contente de vivre, et parfois, elle connaît l’extase : c'est « comme une bénédiction sur elle ».
Pierre Pétrovitch lui propose d’aller à l’hôpital où elle aurait au moins de la compagnie : « Barine, laissez-moi ici, ne m’envoyez pas l’hôpital », lui répond-elle. Et elle lui raconte ses rêves, lui demande d’intercéder auprès de sa mère pour faire baisser la redevance des paysans.
Plus tard, il apprend qu’on la surnomme la « Relique vivante ». Elle meurt peu de temps après : elle avait vingt-huit ans.

## Extrait
- « Je me suis habituée à ne point penser, surtout à ne point me souvenir. Le temps passe plus vite. »

## Édition française
- Relique vivante, traduit par Françoise Flamant, Éditions Gallimard, Bibliothèque de la Pléiade, 1981  (ISBN 978 2 07 010980 7).